# Хокеј на леду на Зимским олимпијским играма 1932.
Такмичења у Хокеју на леду на Зимским олимпијским играма 1932. су одржана у Лејк Плесиду у Сједињеним Америчким Државама у периоду од 4. фебруара до 13. фебруара 1932.
На турниру је учествовало четири репрезентације. Играло се по двоструком бод систему (свако са сваким две утакмице). Победник групе је постао олимпијски и светски победник јер се турнир рачунао и као светско првенство.

## Репрезентације
- Канада
- Немачка
- Пољска
- Сједињене Државе

## Резултати
| Датум       | Репрезентација | Репрезентација | Резултат | Трећине                   |
| ----------- | -------------- | -------------- | -------- | ------------------------- |
| 4. фебруар  | САД            | Канада         | 1:2пр.   | (0:0,0:1,1:0,0:0,0:1)     |
| 4. фебруар  | Немачка        | Пољска         | 2:1      | (0:0,1:1,1:0)             |
| 5. фебруар  | САД            | Немачка        | 4:1      | (1:0,2:0,1:1,)            |
| 6. фебруар  | Канада         | Немачка        | 4:1      | (2:0,2:0,0:1)             |
| 7. фебруар  | Канада         | Пољска         | 9:0      | (2:0,5:0,2:0)             |
| 7. фебруар  | САД            | Немачка        | 7:0      | (2:0,3:0,2:0)             |
| 8. фебруар  | САД            | Пољска         | 5:0      | (1:0,1:0,3:0)             |
| 8. фебруар  | Канада         | Немачка        | 5:0      | (2:0,1:0,2:0)             |
| 9. фебруар  | Канада         | Пољска         | 10:0     | (5:0,1:0,4:0)             |
| 10. фебруар | САД            | Немачка        | 8:0      | (2:0,2:0,4:0)             |
| 13. фебруар | Немачка        | Пољска         | 4:1      | (0:0,2:1,2:0)             |
| 13. фебруар | САД            | Канада         | 2:2      | (1:1,1:0,0:1,0:0,0:0,0:0) |

| 1 | Канада           | 6 | 5 | 1 | 0 | 32 | 4  | +28 | 11 |
| 2 | Сједињене Државе | 6 | 4 | 1 | 1 | 27 | 5  | +22 | 9  |
| 3 | Немачка          | 6 | 2 | 0 | 4 | 7  | 26 | -19 | 4  |
| 4 | Пољска           | 6 | 0 | 0 | 6 | 3  | 34 | -31 | 0  |

## Олимпијски и светски победник
| Победник Зимских олимпијских игара и светског првенства 1932. у хокеју на леду |
| Канада Четврта титула                                                          |

## Коначни пласман учесника
|   | Канада           |
|   | Сједињене Државе |
|   | Немачка          |
| 4 | Пољска           |

## Играч са највише освојених поена
| Играч         | ИГ | Г | A | П  |
| ------------- | -- | - | - | -- |
| Волтер Монсон | 6  | 7 | 4 | 11 |